# ران ابوت
ران ابوت (انگلیسی: Ron Abbott) بازیکن فوتبال انگلیسی بود.